# الوسطى (الكويت)
الوسطى منطقة من مناطق محافظة مبارك الكبير في الكويت.